# Un metge amb problemes
Un metge amb problemes (títol original: Doctor in Trouble) és una pel·lícula de comèdia britànica de 1970, la setena i darrera pel·lícula de la sèrie Doctor. Va ser dirigida per Ralph Thomas i és protagonitzat per Leslie Phillips com un metge que queda atrapat accidentalment en un creuer mentre comença una volta al món. El repartiment va ser completat per diversos actors de comèdia britànics com James Robertson Justice, Harry Secombe i Angela Scoular. Es va basar en la novel·la de 1961 Doctor on Toast de Richard Gordon. Està doblada al català.

## Argument
El doctor Tony Burke està enamorat d'Ophelia O'Brien però no té temps de proposar-li una proposta perquè marxa per un creuer pel Mediterrani. A més, a bord del creuer hi ha un company d'escola d'en Burke que interpreta "Dr. Dare" en una sèrie de televisió molt coneguda i és molt popular entre les dones. El doctor Burke decideix unir-se al creuer, però primer és detingut com a polissó i després es converteix en l'administrador del capità.

## Repartiment
- Leslie Phillips com Dr. Tony Burke
- Harry Secombe com Llewellyn Wendover
- Robert Morley com Capità George Spratt
- James Robertson Justice com Sir Lancelot Spratt
- Simon Dee com Basil Beauchamp
- Angela Scoular com Ophelia O'Brien
- Irene Handl com Mrs. Dailey
- Janet Mahoney com Dawn Dailey
- Freddie Jones com Master-at-Arms
- Joan Sims com capità rus
- John Le Mesurier com Purser
- Graham Stark com Saterjee
- Graham Chapman com Roddy
- Jacki Piper com noia al taxi
- Fred Emney com mossen
- Yuri Borienko com malalt rus
- Gerald Sim com 1r Doctor
- Yutte Stensgaard com Eve
- Jimmy Thompson com Doctor del vaixell

## Producció
La pel·lícula es basava en el llibre Doctor on Toast, publicat el 1961. La trama del llibre es centrava en el Dr Grymsdyke i era diferent de la pel·lícula final.
La intenció original era que James Robertson Justice interpretés dos papers, Sir Lancelot Spratt i el seu germà bessó, el capità George Spratt (una variació del paper del capità Hogg que havia interpretat a Un metge a la Marina), "la millor paper de tots que ho haviem fet junts", segons la productora Betty Box.
No obstant això, poc abans del rodatge, Justice va tenir un ictus cerebral i va ser traslladat d'urgència de casa seva prop d'Inverness a Aberdeen per a una cirurgia cerebral. L'actor es va recuperar i va voler interpretar els dos papers tal com estava previst, però els cineastes van decidir que no podria fer-ho, en part perquè ara tenia un tremolor incontrolable al braç dret. La part del capità Spratt es va oferir a Robert Morley (que havia estat considerat pel paper de Lancelot Spratt a Doctor in the House però que volia massa diners). James Robertson Justice encara va actuar en el paper menor de Lancelot. "Va necessitar cada gram d'energia que tenia per fer-ho", va dir Box. "Sabíem que necessitava els diners i li vàrem pagar per les dues parts; sens dubte s'ho mereixia per un servei llarg i lleial".
La productora Betty Box va dir que la pel·lícula "no va ser un moment feliç" per a ella i pel director Ralph Thomas, ja que sabien que "era l'última pel·lícula que podríem fer amb Justice". Va sentir que el càsting de Robert Morley va soscavar el film. "Les situacions que haurien estat divertides amb James van ser lleugerament divertides amb Morley, i es va perdre tot el sentit de la peça", va dir. Malgrat les bones actuacions d'altres membres del repartiment, va pensar que "tot el projecte estava condemnat... des del dia en què un cirurgià de la vida real va dir 'bisturí' sobre el cos inconscient de l'estimat James".
Va ser la tercera aparició de Leslie Phillips en una pel·lícula "Doctor". Va interpretar el doctor Tony Burke, el mateix personatge que va interpretar a Doctor in Love . A Doctor in Clover, va interpretar el doctor Gaston Grimsdyke.
Va ser la primera vegada que Angela Scoular actuava al costat de Leslie Phillips ; els dos s'enamorarien més tard i es casarien.
La pel·lícula estava en producció simultàniament a la primera sèrie de la sèrie de televisió Doctor in the House, en la qual Yutte Stensgaard (Eve) tenia un paper recurrent i Graham Chapman (Roddie) n'era un dels guionistes.

## Recepció
A Ralph Thomas no li agradava la pel·lícula i va dir que "La unitat s'estava desesperant, és clar, i el títol ho diu tot; però encara, afortunadament, va continuar guanyant diners, però no vaig suportar fer més pel·lícules de la sèrie. I així que Rank va dir: "Bé, clar. Ens permetràs disposar del teu interès en una sèrie de televisió? I vaig dir "sí, m'encanta" i així ho van fer."
Box va pensar que la sèrie Doctor "va morir" quan ho va fer James Robertson Justice.
Penelope Mortimer de The Observer va escriure "per què tot aquest talent, de diversos tipus, no arriba absolutament enlloc ha de ser culpa del guió... Perquè és una història terrible, un guió terrible, poc amanit de rialles gastades. Amb tota justícia, he de dir que una gran part del públic es va fer un tip de riure. És en ocasions com aquesta quan un sent que s'ha caigut de Mart".
La pel·lícula rep dues estrelles de cinc a la Guia de pel·lícules de Radio Times, que la descriu com a "innocentment obscena" i la sensació d'haver estat formada per "restes de Un metge a la Marina ".